# 超RIZIN.2
のむシリカ presents 超RIZIN.2 powered by U-NEXT（のむシリカ・プレゼンツ・スーパー・ライジン・トゥー・パワード・バイ・ユーネクスト、英:Bellator MMA x Rizin 2）は、アメリカ合衆国の総合格闘技団体である「Bellator MMA」と日本の総合格闘技団体である「RIZIN FIGHTING FEDERATION」が共同で主催した大会。
2023年7月30日に埼玉県さいたま市さいたまスーパーアリーナ（アリーナバージョン）で開催された。

## 概要
2022年9月25日に第1回大会が行われた超RIZINの第2回にしてRIZIN.40の『RIZIN vs. BELLATOR 全面対抗戦』以来約半年ぶりにBellatorとの合同開催となった今大会では2019年12月29日のBELLATOR JAPAN以来3年7ヶ月ぶりに前半のBellatorパートと後半のRIZINパートの二部構成として行われ、BellatorパートはBellatorで用いられる円形状のケージで行い、RIZINパートはBellatorパート終了後にワイヤーでBellatorのケージを天井に吊るした上でRIZINのリングを組み立てるフライングケージ方式が用いられた。なお、フライングケージ方式自体はBellatorのパリ大会で既に用いられていたが、パリ大会ではリング上の試合後に吊るしていたBellatorのケージを下ろすパターンだったため、その逆のパターンが用いられたのは本大会が初となった。
BellatorパートではBellatorと複数試合契約を結んでいる渡辺華奈がBELLATOR JAPAN以来となる日本の凱旋試合として参戦し判定勝ちを収めたほか、BellatorパートのメインイベントでBellator 292から行われているBellatorライト級ワールドグランプリ1回戦の最終試合としてパトリッキー・ピットブルが出場予定だったAJ・マッキーの代役として出場したホベルト・サトシ・ソウザと、セミファイナルで初代Bellator世界フライ級王座決定戦としてBellatorフライ級初戦となる堀口恭司が神龍誠と対戦。ライト級ワールドグランプリ1回戦はパトリッキーがソウザに3RTKO勝ちを収めて準決勝に進出、初代世界フライ級王座決定戦は1R中に堀口の偶発的なアイポークでノーコンテストとなった。
RIZINパートではBellator専属選手となったトフィック・ムサエフがRIZIN.28以来2年2ヶ月ぶりにRIZINに参戦し、現ライト級キング・オブ・パンクラシストのアキラと対戦し2RKO勝ちを収めた。また、緊急の追加カードとしてパトリシオ・ピットブルと鈴木千裕が参戦、これによりピットブル兄弟がBellatorとRIZIN同時に参戦する形となり、試合は鈴木のKO勝ちとなった。メインイベントで前王者クレベル・コイケの王座剥奪に伴う朝倉未来とヴガール・ケラモフによる第4代RIZINフェザー級王座決定戦、伊澤星花とクレア・ロペスによる女子スーパーアトム級タイトルマッチが行われ、ケラモフが未来に1R一本勝ちを収めて王座獲得に成功し、伊澤がロペスに同じく1R一本勝ちを収め王座初防衛に成功した。また、セミファイナルとしてRIZIN.42ダブルメインイベントのバンタム級マッチで勝利したフアン・アーチュレッタと朝倉海による第5代RIZINバンタム級王座決定戦が行われる予定だったが、海が練習中の負傷により欠場となり、『RIZIN JAPAN GP バンタム級トーナメント』の決勝で海と対戦したトーナメント優勝者の扇久保博正が代役出場し、アーチュレッタが3-0の判定勝ちを収めてアメリカ出身選手としては初のRIZIN王座獲得に成功した。また、これによりRIZINとしてはRIZIN.35以来となる3試合の王座戦がメインで行われた。
日本ではBellatorの試合を配信しているU-NEXTやRIZIN 100 CLUB及びスカパー!での放送・配信が行われ、2022年9月25日の超RIZIN及びRIZIN.38以来RIZINの試合を中継しているABEMAでの配信は行われなかった。アメリカではBellatorの試合を放送しているShowtimeでの同時生中継が行われたほか、ムサエフとケラモフの母国アゼルバイジャンでは国営放送局にて生中継された。日本の地上波では8月17日夜8時から夜9時55分まで三重テレビ放送で録画放送。
休憩前の榊原信行CEOの挨拶で、同地で2023年9月24日に開催されるRIZIN.44の一部対戦カードや、RIZIN初の海外大会としてRIZIN LANDMARK 7が2023年11月4日にアゼルバイジャンで開催されることが発表された。

## 対戦カード

### Bellatorパート
第1試合 ユニファイドルール ウェルター級契約ワンマッチ 5分3R
○  アンドレイ・コレシュコフ vs.  ロレンズ・ラーキン ×
3R終了 判定2-1
第2試合 ユニファイドルール バンタム級契約ワンマッチ 5分3R
○  マゴメド・マゴメドフ vs. ダニー・サバテロ ×
1R 3:55 ギロチンチョーク
第3試合 ユニファイドルール フライ級契約ワンマッチ 5分3R
○  渡辺華奈 vs.  ヴィタ・アルテイガ ×
3R終了 判定3-0
第4試合 ユニファイドルール フライ級契約 5分5R
Bellator世界フライ級タイトルマッチ（初代世界フライ級王座決定戦）
－  堀口恭司 vs.  神龍誠 －
1R 0:25 ノーコンテスト（アイポーク）
※堀口の指が神龍の右目に入ったためノーコンテスト。
第5試合 ユニファイドルール キャッチウェイト73.0kg契約 5分5R
Bellatorライト級ワールドグランプリ1回戦
○  パトリッキー・ピットブル vs.  ホベルト・サトシ・ソウザ ×
3R 0:49 TKO（カーフキック→パウンド）
※パトリッキーがグランプリ準決勝進出。

### RIZINパート
第1試合 MMAルール 58.0kg契約ワンマッチ 5分3R
○  伊藤裕樹 vs.  ヒロヤ ×
3R終了 判定2-1
第2試合 MMAルール 84.0kg契約ワンマッチ 5分3R
×  阿部大治 vs.  イゴール・タナベ ○
1R 4:34 ヒールフック
第3試合 MMAルール 61.0kg契約ワンマッチ 5分3R
×  瀧澤謙太 vs.  太田忍 ○
1R 4:54 TKO（スタンドパンチ連打）
第4試合 MMAルール 71.0kg契約ワンマッチ 5分3R
○  トフィック・ムサエフ vs.  アキラ ×
2R 1:11 KO（右フック）
第5試合 MMAルール 70.0kg契約ワンマッチ 5分3R
×  パトリシオ・ピットブル vs.  鈴木千裕 ○
1R 2:32 KO（右ストレート）
第6試合 MMAルール 49.0kg契約 5分3R
RIZIN女子スーパーアトム級タイトルマッチ
○  伊澤星花 vs.  クレア・ロペス ×
1R 1:04 ニンジャチョーク
※伊澤が王座初防衛に成功。タイトルマッチとしては最短記録での勝利となった。
第7試合 MMAルール 61.0kg契約 5分3R
RIZINバンタム級タイトルマッチ（第5代バンタム級王座決定戦）
○  フアン・アーチュレッタ vs.  扇久保博正 ×
3R終了 判定3-0
※アーチュレッタが王座獲得に成功。第5代バンタム級王者となった。
第8試合 MMAルール 66.0kg契約 5分3R
RIZINフェザー級タイトルマッチ（第4代フェザー級王座決定戦）
×  朝倉未来 vs.  ヴガール・ケラモフ ○
1R 2:41 リアネイキッドチョーク
※ケラモフが王座獲得に成功。第4代フェザー級王者となった。

### カード変更
負傷・急病によるカード変更は以下の通り。
- 朝倉海 vs. フアン・アーチュレッタ → 朝倉が練習中に左膝内側側副靱帯を損傷したため、扇久保が代役出場。
- トフィック・ムサエフ vs. ルイス・グスタボ → グスタボが練習中に負傷したため、アキラが代役出場。
- パトリッキー・ピットブル vs. AJ・マッキー → AJが黄色ブドウ球菌感染症を発症したため、ソウザが代役出場。